# Palazzo Caprara (Roma)
Palazzo Caprara è un palazzo di Roma, che si trova al 11 di via XX Settembre, nel R. XVIII Castro Pretorio, all'angolo con la salita di San Nicola da Tolentino, davanti al Palazzo Esercito, una delle sedi del Ministero della difesa.

## Storia
L'edificio è stato costruito nel 1884 da Giulio Podesti per Odoardo Caprara di Montaldi. Sia Palazzo Caprara che Palazzo Baracchini furono acquisiti nel 1940 dal Ministero della guerra per sopperire alla mancanza di spazi, causata dalle esigenze della Seconda Guerra Mondiale. Lo Stato Maggiore rimase nell'edificio fino al 21 febbraio 2017, quando si trasferì nel Palazzo Esercito, di fronte, che da sempre ospita l'analogo corpo dell'Esercito Italiano
.
Nell'ottobre 2017, il Qatar ha espresso interesse nell'acquisire l'edificio per ospitare la sua ambasciata a Roma.
.
Palazzo Caprara e Palazzo Baracchini furono costruiti nella parte più pittoresca di quello che fino ad allora era il giardino di Palazzo Barberini, sede dello "sferisterio", un campo adibito al gioco della palla di cui i Barberini avevano ottenuto la proprietà esclusiva fino al 1880.
La progettazione dei due palazzi fu affidata all'architetto Giulio Podesti, che concepì i due edifici seguendo i dettati dell'eclettismo neorinascimentale ispirandosi ai modelli formali del manierismo romano della metà del XVI secolo.
Palazzo Caprara fu costruito intorno al 1884 con una pianta quadrangolare; ha una facciata principale che misura circa 38 metri e una profondità di circa 32 metri.
La facciata dell'edificio è caratterizzata da un rivestimento in bugnato al piano terra e da tre balconi monumentali al piano nobile, sorretti da mensole a doppia voluta con la parte anteriore a forma di leone.
Tutte le finestre, di varia forma, sono incorniciate da lesene decorate secondo una composizione formale ordinata gerarchicamente.
La ricchezza delle finiture degli elementi architettonici, gli affreschi, gli stucchi e le balaustre hanno reso questi due edifici testimonianze insostituibili della storia dell'architettura romana.